# François Nicolas
Pour les articles homonymes, voir François Nicolas (homonymie) et Nicolas.
François Nicolas est un compositeur français né le 17 juillet 1947 à La Bourboule (Puy-de-Dôme).
Il associe la composition à une réflexion générale sur la musique.

## Biographie
François Nicolas étudie le piano, puis l'orgue avec Albert Alain à Saint-Germain-en-Laye. Après ses classes préparatoires au Lycée Louis-le-Grand (1964-1967), François Nicolas entre à l'École polytechnique (promotion 1967),.
Il complète ensuite sa formation musicale (piano classique avec Carlos Roqué Alsina ; jazz et improvisation avec François Tusques, Bobby Few et Alan Silva ; écriture - harmonie, contrepoint et fugue - avec Michel Philippot) avant de se tourner définitivement vers la composition musicale.
Auditeur de la classe de composition de Michel Philippot au Conservatoire national supérieur de musique et de danse de Paris (rue de Madrid), François Nicolas complètera sa formation en suivant les cours d'été de Mauricio Kagel (Acanthes, 1981), Brian Ferneyhough (Darmstadt, 1982 et 1984) et Luciano Berio (Acanthes, 1983).
Assistant au CNSMDP de Jean-Paul Rieunier (professeur-animateur responsable de la musique contemporaine), il suivra ensuite la formation en informatique musicale dispensée à l'IRCAM pour les compositeurs avant d'intégrer en 1990 l'équipe Modèles physiques comme compositeur-responsable du logiciel Mosaïc (devenu Modalys) ce qui le conduira à la création de l'œuvre mixte Dans la distance (1994). Il intègre plus tard l'équipe Acoustique des salles pour mettre au point la Timée, ce qui le conduira à la création de l'œuvre mixte Duelle (2001).
Professeur associé à l'École normale supérieure de la rue d'Ulm (Département des Arts) de 2003 à 2007, puis chercheur associé (Cirphles) de 2007 à 2012.
Cofondateur de la revue Entretemps (1986-1992) avec A. Bonnet, M. Kaltenecker, G. Pesson et M. Texier, il codirige les Samedis d'Entretemps (Ircam) depuis 1997 et le séminaire Mamuphi (mathématiques-musique-philosophie) (ENS-Ircam) depuis 2000.
Ses œuvres musicales sont éditées chez Jobert-Lemoine.
Ami de longue date du philosophe Alain Badiou, il compose en 1994 une cantate (Dans la distance) sur son poème L'ombre où s'y claire. Il rédige différents articles sur les rapports de cette philosophie à la musique. À l'occasion d'une communication sur le thème Alain Badiou et la question du "mot juif" lors d'un colloque de 2007, il prend publiquement la défense du philosophe calomnié pour un antisémitisme présumé.

## Œuvres

### Catalogue chronologique
1. Passage II — 1984 (6 min) — pour trois flûtes (dont une fl. alto)[11]
2. Tableaux — 1985 (8 min) — six études de rythme pour piano[12]
3. L’ombre où s’y Claire — 1986 (7 min) — pour 5 instrumentistes [fl. (dt picc.), cl. (si b), alto, vc et piano]
4. Ligne d’ombre — 1988 (12 min) — pour 11 instrumentistes [fl. (dt picc.), hb, cl. (si b), basson, cor, piano, 2 v., a., vc, cb]
5. Deutschland — 1989 (17 min) — pour 13 instrumentistes [fl. (dt picc.), hb, cl. (si b), basson, cor, perc., piano (4 mains), 2 v., a., vc, cb] et mezzo-soprano - Poème de G.M. Hopkins[13]
6. Choral — 1993 (4 min) — pour orgue
7. Raisonances — 1993 (2 min) — pour piano[14]
8. Dans la distance — 1994 (23 min) — pour 12 instrumentistes [fl. (dt picc.), hb, cl. (si b, dt cl. basse), basson, cor, perc., piano, 2 v., a., vc, cb], deux voix [mezzo-soprano et baryton] et un dispositif électroacoustique - Commande de l’Ircam - Poèmes de P. Valéry et A. Badiou[15]
9. Prélude pour Victor —1994 (2 min) — pour 12 instrumentistes [fl., hb, cl. (si b), basson, cor, perc., piano, 2 v., a., vc, cb] et mezzo-soprano. - Poème de R.M. Rilke[16]
10. Pourtant si proche — 1994 (14 min) — pour 2 pianos[17],[18]
11. Des infinis subtils — 1995 (12 min) — pour piano[19]
12. Toccatine — 1996 (2 min) — pour guitare[20]
13. Trio Transfiguration — 1997 (23 min) — pour clarinette, violon et piano[21],[22]
14. La Ballade de Maldoror — 1997 (10 min) — pour octuor [fl., cl., cl.b., piano, 2 v., a., vc], soprano et récitant. - Poème de Lautréamont[23]
15. Erkennung — 1999-2000 (30 min) — pour orgue[24]
16. Duelle — 2000-2001 (48 min) — pour mezzo, violon, piano et Timée - Commande de l’Ircam - Texte Creuse espérance de Geneviève Lloret et poèmes de N. Sachs et P. Celan, A. Akhmatova et E. Dickinson[25]
17. Suite Duelle — 2001 (17 min) — six pièces extraites de Duelle pour mezzo, violon et clavier
18. Presto — 2002 (8 min) — pour un percussionniste
19. Grande Toccata — 2002 (6 min) — pour piano[26]
  - Version pour 4 mains — 2005 (6 min)
20. Sonate — 2003 (25 min) — pour piano - In memoriam Karlrobert Kreiten[27]
21. Sillages — 2005 (13 min) — pour violoncelle et grand orchestre
22. Instress — 2007 (20 min) — pour flûte, violon, alto, violoncelle et piano[28],[29]
23. Étude de tango — 2007 (3 min) — pour violon
24. Quatre saisons — 2007 (10 min) — pour chœur d’enfants
25. Cahier didactique — 2008 (7 min) — pour divers instruments
26. Noël — 2008 (2 min) — pour chorale et orchestre d’élèves
27. Ismaël — 2010 (10 min) — pour récitant (langue arabe), percussion et piano - Poème d'Adonis[30]
28. Deux Préludes — 2012 (6 min) — pour piano
29. Didon & Énée — 2013 (16 min) — pour trois voix, percussion et piano - Poème de Virgile[31]
30. Messe São Frutuoso — 2014 (40 min) — pour chœur et orgue (Trilogie Saint Fructueux — I)
31. Recueil Saint Fructueux de pièces didactiques — 2015 (12 min) — pour ensemble vocal et orgue (Trilogie Saint Fructueux — II)
32. Cantate Sanctus Fructuosus — 2016 (13 min) — pour récitant (latin), chœur et grand orchestre (Trilogie Saint Fructueux — III)[32] dont
  - Récitatif Vita Sancti Fructuosi (5 min) pour ténor et continuo
  - Chœur Regula Sancti Fructuosi (6 min) pour chœur et orgue
  - Pièce orchestrale Braga Sancti Fructuosi (11 min) pour grand orchestre
33. Ricercare hétérophonique — 2017 (14 min) — pour douze cordes et piano[33]

### Classement par genres

#### Pour instrument seul

##### Piano
- 1985 - Tableaux
- 1993 - Raisonances
- 1995 - Des infinis subtils
- 2001 - Petite Toccata (Suite Duelle)
- 2002 - Grande Toccata
- 2003 - Sonate
- 2008 - Danse (Cahier didactique)
- 2012 - Deux Préludes

###### (4 mains)
- 2015 - Grande Toccata

##### Clavecin
- 2001 - Trois pièces (Petite Toccata, Improvisation, Prélude non mesuré) extraites de la Suite Duelle

##### Orgue
- 1993 - Choral
- 1999 - Erkennung
- 2008 - Sur un récitatif de Schoenberg (Cahier didactique)

##### Guitare
- 1996 - Toccatine

##### Violon
- 2001 - Étude harmonique (extrait de la Suite Duelle)
- 2007 - Étude de tango

##### Percussions
- 2002 - Presto

#### Musique de chambre
- 1984 - Passage II (trois flûtes)
- 1986 - L'ombre où s'y Claire (flûte, clarinette, alto, violoncelle, piano)
- 1994 - Pourtant si proche (deux pianos)
- 1997 - Trio Transfiguration (clarinette, violon, piano)
- 2007 - Instress (flûte, violon, alto, violoncelle, piano)

#### Pour petite formation
- 1988 - Ligne d'ombre
- 2017 - Ricercare hétérophonique

#### Musique concertante
- 2005 - Sillages (pour violoncelle et grand orchestre)

#### Avec voix

##### Avec une seule voix
- 1989 - Deutschland (mezzo et ensemble)
- 1994 - Prélude pour Victor (mezzo et ensemble)
- 1997 - La Ballade de Maldoror (soprano, récitant et ensemble)
- 2000 - Duelle (mezzo et ensemble)
- 2001 - Suite Duelle (mezzo, violon et piano)
- 2010 - Ismaël (récitant, percussions et piano)
- 2016 - Récitatif Vita Sancti Fructuosi (ténor et continuo)

##### Voix avec électroacoustique (œuvres mixtes)
- 1994 - Dans la distance (Cantate pour mezzo et baryton)
- 2000 - Duelle (pour mezzo)

##### Avec chœur
- 2007 - Quatre saisons
- 2008 - Noël
- 2014 - Messe São Frutuoso
- 2015 - Recueil Saint Fructueux
- 2016 - Cantate Sanctus Fructuosus

#### Pièces didactiques
- 1993 - Raisonances (piano)
- 1993 - Choral (orgue)
- 1996 - Toccatine (guitare)
- 2007 - Quatre saisons (chœur d'enfants)
- 2008 - Cahier didactique
- 2008 - Noël (chœur d'enfants)
- 2015 - Recueil Saint Fructueux

## Discographie
- Infinis

Toccata, Trio Transfiguration, Sonate, Des infinis subtils - Florence Millet (piano), Jeanne-Marie Conquer (violon) et Alain Damiens (clarinette) - CD Triton TRI331176 (74 min 35 s),
- Saule

Presto - Laurent Mariusse (percussions) - CD La Chaudière production, Lyon, 2009

## Vidéos
- Murs de Gaza, 2013[37]
- Douze d’Alexandre Blok, 2014[38]
- Hétérophonie Presto, 2016[39]

### Ouvrages
- Traversée du Sérialisme, Les conférences du Perroquet no 16, Paris, avril 1988 (48 pages)
- S’agit-il d’aimer la musique contemporaine?, Les Cahiers du Rendez-vous no 6, Reims, Noria, mars 1993 (50 pages)[40]
- Quelle unité pour l’œuvre musicale? Une lecture d’Albert Lautman, Séminaire de travail sur la philosophie, Horlieu, 1996  (ISSN 1273-8115)
- Les moments favoris, une problématique de l'écoute musicale, Les cahiers du Rendez-vous no 12, Reims, juin 1997 (75 pages)[41]
- Les enjeux du concert de musique contemporaine - Éditions Cdmc/Entretemps (1997)
- La singularité Schoenberg - Éditions Ircam/L’Harmattan (1998)[42],[43],[44],[45],[46]
- Une poignée de mains (La musique du poète Gerard Manley Hopkins), Horlieu 21, Lyon, 1999 (50 pages)[47]
- Une mosquédrale à Cordoue? (avec G. Nicolas) - 2015 (80 pages)[48]

#### TétralogieLe monde-Musique(1402p.)
- Le monde-Musique I. L'œuvre musicale et son écoute, Paris, Éditions Aedam Musicae, juin 2014 (264p.)[49],[50]
- Le monde-Musique II. Le monde-Musique et son solfège, Paris, Éditions Aedam Musicae, décembre 2014 (362p.)[51]
- Le monde-Musique III. Le musicien et son intellectualité musicale, Paris, Éditions Aedam Musicae, juin 2015 (384p.)[52]
- Le monde-Musique IV. Les raisonances du monde-Musique (Postlude d'Alain Badiou), Paris, Éditions Aedam Musicae, janvier 2016 (392p.)[53]

### Directions d'ouvrages
- Liber amicorum Célestin Deliège (avec P. Decroupet) - Revue belge de musicologie (1999)
- Le concert / Enjeux, fonctions, modalités (avec F. Escal) - L’Harmattan (2000)[54]
- Penser la musique avec les mathématiques ? (avec G. Assayag & G. Mazzola) - Éd. Delatour (2006)[55]
- Penser l’œuvre musicale au XXe siècle : avec, sans ou contre l’Histoire ? (avec M. Kaltenecker) - Éd. Cdmc (2006)[56]
- La pensée de Boulez à travers ses écrits (avec J. Goldman et J.-J. Nattiez) - Éd. Delatour (2010)[57]
- Les écrits de Michel Philippot (avec Jean-Michel Bardez) - Éd. Delatour - 2010[58]
- Questions de phrasé (avec A. Bonnet et T. Paul) - Hermann, 2011
- À la lumière des mathématiques et à l'ombre de la philosophie (avec M. Andreatta et C. Alunni) - Delatour France/ Ircam-Centre Pompidou, 2012[59]
- Les mutations de l'écriture - Publications de la Sorbonne, 2013[60]

### Articles

#### Musique
- Le parti-pris d’écrire / Compte tenu des sons : Anton Webern, in Revue de musicologie, tome 72 no 1, 1986[61]
- Visages du temps (Rythme, Timbre et Forme), in Entretemps no 1, avril 1986[62]
- Franco Donatoni, une figure (en coll. avec A. Bonnet), in Entretemps no 2, novembre 1986[63]
- Partages d’écriture. Mathématiques et musique sont-elles contemporaines?, in Les cahiers du CREM, no 1-2, décembre 1986[64]
- Comment passer le temps… selon Stockhausen, in Analyse musicale, no 6, janvier 1987[65]
- Éloge de la complexité (à propos de Brian Ferneyhough), in Entretemps no 3, février 1987[66]
- Le souci du développement chez Barraqué, in Entretemps no 5, octobre 1987[67]
- « Le monde de l’art n’est pas le monde du pardon » (à propos de Iannis Xenakis), in Entretemps no 6, février 1988[68]
- « Moments de Stockhausen », dans Karlheinz Stockhausen : Montag aus Licht, Genève, Éditions Contrechamps - Festival d'automne, 1988 (lire en ligne), p. 45-53
- « Cela s’appelle un thème » : propositions pour une histoire de la musique thématique de Bach à Schoenberg, in Analyse musicale, no 13, octobre 1988[69]
- Les preuves et les traces, ou les calculs qui ne s'entendent pas, in Contrechamps, no 10, 1989[70]
- Vertiges, moments favoris, in Ars Musica ’90, Programme du Festival Ars Musica (Bruxelles), 1990
- Le feuilleté du tempo, in Entretemps no 9, décembre 1990[71]
- Pour une intellectualité musicale, in Inharmoniques no 8-9, 1991[72]
- Huit thèses sur l’écriture musicale, in Analyse musicale, no 24, juin 1991[73]
- L’orgue Cavaillé-Coll : un instrument contemporain?, in L’Orgue, no 48, 1992[74]
- Musique et ordinateur: un questionnaire, in Entretemps no 10, avril 1992[75]
- Utopie du sérialisme?, in Les cahiers de l’Ircam, Utopies, no 4, 1993[76]
- L'œuvre musicale peut-elle contribuer à l'éducation de son auditeur?, in Artistes philosophes: éducateurs?, Centre Georges Pompidou, 1994[77]
- Théories et inventions musicales, quelques remarques introductives, in Musurgia Vol. II no 2, 1995[78]
- Un singulier hasard (De l’improvisation musicale), in Hexameron Artistes associés, no 7, 1er trimestre 1996 - repris dans Papiers universitaires, no 20, 4e trimestre 2002[79]
- Michel Philippot, un nom qui demeure, in Michel Philippot 1925-1996, Paris
- La troisième audition est la bonne, Musicæ scientæ, Vol. I, no 2, 1997[80]
- Le style diagonal de pensée : une volonté musicale non constructiviste, in Musique, rationalité, langage. L’harmonie : du monde au matériau, Cahiers de philosophie du langage no 3, L’Harmattan, 1998[81]
- D’une liberté de ton en musicologie (Célestin Deliège), in Revue belge de musicologie, vol. LII, 1998[82]
- De l’instance de la lettre dans la musique, in Quarto, no 65, hiver 1998[83]
- À quoi bon (faire agir, assumer)?, in Revue belge de musicologie, vol. LII, 1998[84]
- Une écoute à l’ouvre : d’un moment favori dans “La Chute d’Icare”, in Brian Ferneyhough, P. Szendy (dir.), Ircam, 1999[85]
- Michel Philippot et la recherche musicale, in Radios et télévision au temps des “événements d’Algérie”, L’Harmattan, 1999[86]
- De l'instance de la lettre dans la musique, in Chaoid numéro 01, 2000
- La puissance et la gloire de la transcription (De la confrontation Schoenberg-Busoni), in Arrangements-dérangements, P. Szendy (dir.), Ircam, 2000[87]
- Entretien avec Robert Bresson, in Drôle d'époque no 7, 2000[88]
- Écoute, audition, perception: quel corps à l'œuvre?, in Art, regard, écoute. La perception à l'œuvre, Presses universitaires de Vincennes, 2000[89]
- Quand l'œuvre écoute la musique, in L'Écoute (dir. P. Szendy), Ircam, 2000[90]
- Repliez ce livre! Une petite leçon de choses (à propos de Music: A very short Introduction de Nicholas Cook), Musicæ scientæ, 2001[91]
- Qu'espérer des logiques musicales mises en œuvre au XXe siècle ?; in Musique contemporaine. Perspectives théoriques et philosophiques, I. Deliège et M. Paddison (dir.), Mardaga, 2001[92]
- Le problème de la double écriture, in Analyse et création musicales, L’Harmattan, 2001[93]
- Définir la musique?, in André Boucourechliev, Alain Poirier (dir.), Fayard, 2002[94]
- Affect musical et singularité instrumentale : à l'écoute de Spinoza, in Récit et représentation musicale, D. Cohen-Levinas (dir.), L'Harmattan, 2002[95]
- À quel titre rapporter musique et politique?, in Résistances et utopies sonores, L. Feneyrou (dir.), Cdmc, 2005[96]
- Comment lire, en musicien, un livre de philosophie portant sur la musique? (À propos de l'énonciation philosophique dans le livre de Bernard Sève: L'altération musicale), in Musique et Philosophie, D. Cohen-Levinas (dir.), L'Harmattan, 2005[97]
- L'exigence du vouloir chez Deliège, in Circuit Vol.16 no 1, 2005[98]
- La puissance et la gloire du grand-orgue (De la Sonate I de Jean-Pierre Leguay), in L’Orgue, no 269, 2005[99]
- Comment réfléchir la musique avec la philosophie après Adorno?, in La musique, art du penser?, N. Weill (dir.), Forum "Le Monde", Le Mans, octobre 2005[100]
- En quoi la musique constitue-t-elle un monde à part entière? Conditions, conséquences…, in Musurgia Vol. XII no 1, 2006[101]
- « Raisonances » mathématiques en musique, in Gazette des mathématiciens, no 111, janvier 2007[102]
- O que é um estilo de pensamento musical, Debates, no 9, Agusto de 2007[103]
- Pour des rapports d’un type nouveau entre mathématique et musique, en germe dans l’échange Euler/Rameau de 1752, Journée annuelle de la Sociéé Mathématique de France, 21 juin 2008[104]
- L’étrangeté familière de Muriel. D’un nouage borroméen entre images, mots et musique - L'art du cinéma, no 57-60, août 2008[105]
- Sur la formalisation par Euler du plaisir musical, in Gazette des mathématiciens, no 117, juillet 2008[106]
- Théoriser la musique à la lumière des mathématiques ?, in Gazette des mathématiciens, no 119, janvier 2009[107]
- Sibelius-Wagner : Une généalogie obscure?, in Musurgia 2008/1 (Volume XV), Paris, ESKA, 2008[108]
- La Sonate III pour orgue de Jean-Pierre Leguay, Orgues nouvelles, no 3 - Hiver 2008-2009[109]
- Les logiques musicales du rythme, in Filigrane no 10, 2009[110]
- D'un "tournant géométrique" dans la logique musicale, in Ouvrir la logique au monde, J.B. Joinet et S. Tronçon (dir.), Hermann-Cerisy, 2009[111]
- Lettre ouverte à Slavoj Zizek sur l'hypothèse d'un communisme musical, in revue numérique Nessie, 2010 (en réponse à l'intervention de S. Zizek au colloque L’idée du communisme de Londres en 2010 et qui a pour titre: Remarques pour une définition de la culture communiste. Publication: Nouvelles Éditions Lignes, 2011)[112]
- Quand la peinture écoute la musique… à sa manière (À propos des peintures d’œuvres musicales de Daniel Seret), in Musique et arts plastiques. La traduction d’un art par l’autre, M. Barbe (dir.), L’Harmattan, 2011[113]
- Badiou et la musique, in Autour d'Alain Badiou, Paris, Germina, 2011 (Actes des Journées Alain Badiou des 22, 23 et 24 octobre 2010)[114]
- Les raisonances musique-psychanalyse, in Variations sur la jouissance musicale, Alain Hardy (dir.), Éd. de l’Association lacanienne internationale, 2012[115]
- Comment écouter Night Fantasies?, in Hommage à Elliott Carter, M. Noubel (dir.), Delatour, 2013[116]
- La lecture mallarméenne de Wagner selon Lacoue-Labarthe et ses enjeux musicaux contemporains - Revue Retour d'y voir, no 9/10 du Mamco (Genève) - Journée d'étude Philippe Lacoue-Labarte et Wagner, 29 novembre 2013
- Ce que singularité musicale veut secrètement dire dans Grand art avec fausses notes (de Christian Doumet), in Costumes, reflets et illusions. Les habits d’emprunt dans la création contemporaine, K. Gros (dir.), Presses Universitaires de Rennes, 2014[117]
- Théoriser (musicalement) la musique à l’ombre (antiphilosophique) de Wittgenstein?, Revue Al-Mukhatabat, no 9, 2014[118]
- Comment le temps, produit par une interprétation, tricote une somme…, in Produire le temps, H. Vinet (dir.), Hermann, 2014[119]
- Les enjeux contemporains de la confrontation Euler-Rameau, in Leonhard Euler (dir. X. Hascher & A. Papadopoulos), CNRS Éditions, 2015[120]
- Au secret musical des mots musiciens, Revue Superflux, no 8-9, décembre 2015[121]
- Quelle probité pour le compositeur ? Celle d’un aveu - Revue Archicube (association des anciens élèves et amis de l’ENS), no 19, décembre 2015[122]
- Un secret leitmotiv du secret, in Lettres à Alan Turing, réunies par J.-M. Lévy-Leblond, éditions Thierry Marchaisse (collection "Lettres à..."), 2016[123]
- In Memoriam Pierre Boulez (1925-2016), in Revue de Synthèse, vol. 137, décembre 2016[124]

#### Recherche musicale (Ircam)

##### Sur la synthèse musicale par modèles physiques
- Les transitoires de cordes dans Mosaïc-Modalys, mars 1991, Ircam[125]
- Synthèse par modèles physiques et composition musicale, mars 1991, Ircam[126]
- Comment peut-on envisager de composer avec Mosaïc-Modalys?, juillet 1991, Ircam[127]

##### Sur la spatialisation de la musique
- Comment la musique prend-elle acte d’un espace architectural?, Colloque L’espace re(dé)composé, Ircam, juin 2000[128]
- La Timée : un renversement et une remise sur pieds, Ircam, juin 2000[129]
- Radiation Control on Multi-Loudspeaker Device : La Timée, N. Misdariis, F. Nicolas, O. Warusfel, R. Caussé — ICMC 2001 (http://www.entretemps.asso.fr/Timee/ICMC.2001.pdf)
- Le contrôle de la directivité par un système multi haut-parleurs, N. Misdariis, O. Warusfel, R. Caussé, F. Nicolas – JIM 2002 (http://www.entretemps.asso.fr/Timee/JIM.2002.pdf)
- Contrôle de la directivité et source sonore virtuelle : la Timée, O. Warusfel, F. Nicolas, N. Misdariis, Ircam, Résonances 2003 (http://www.entretemps.asso.fr/Timee/Timee.pps.zip)
- Question de spatialisation: mise en rapport de sept problématiques, Ircam, novembre 2004[130]

#### Autres

##### Sur l'architecture
- Penser comme un pied… (ou la question du parcours dans la Casa da Musica de Rem Koolhaas), avec G. Nicolas, in Contemporanéité et temporalités, Cahiers thématiques no 7, École nationale supérieure d'architecture et de paysage de Lille, Jean-Michel Place, 2007[131]
- Une mosquédrale à Cordoue? (avec G. Nicolas) - 2015 (80 pages)[48]

##### Sur la langue et les mathématiques arabes
- Les secrets de la langue arabe qu’une musique pourrait entreprendre d’avouer…, Revue Al-Mukhatabat, no 1, 2012[132]
- Al-Khayyami, 1074 : Quand la géométrie théorise le modèle algébrique…, Revue Al-Mukhatabat, no 3, 2012[133]
- L’émergence arabe de l’algèbre (Bagdad, IXe – XIIe siècles), Revue Al-Mukhatabat, no 7, 2013[134]
- La langue arabe, berceau de l’algèbre ? (avec M. Aïouaz), Revue Al-Mukhatabat, no 11, 2014[135]

#### En d'autres langues

##### En anglais
- Questions of Logic: Writing, Dialectics and Musical Strategies, in Mathematics and Music, G. Assayag, H. G. Feichtinger & J. F. Rodrigues (ed.), Springer, 2002[136]
- Possibilities for a Work-Immanent Contemporary Musical Logic, in Contemporary Music. Theoretical and Philosophical Perspectives, M. Addison and I. Deliège (ed.), Ashgate, 2010[137]
- The Hexagon of Opposition in Music, in New Dimensions of the Square of Opposition, J.-Y. Béziau and K. Gan-Krzywoszynska (eds), Philosophia Verlag, Munich, 2015[138]
- A « contemporary » Music does not think alone! - Rab-Rab, Journal for Political and Formal Inquiries in Art, Issue 02, 2015[139]
- Schoenberg & Wagner, in The Badiou Dictionary, Edinburgh, 2015[140]

##### En espagnol
- ¿Cómo puede la música pensar con el psicoanálisis?, me cayo el veinte - Revista de psicoanálisis, no 7, 2003 — Mexico[141]
- O que é um estilo de pensamento musical, Debates, no 9, Agusto de 2007[103]
- Com desenvolupar (i no desconstruir) autonomía tan constada de la música?, L’Espill (Publicacions de la Universitat de València) – Segona poca, no 36, Hivern 2010 (http://www.uv.es/lespill/pdf/lespill-36.pdf)

##### En portugais
- Espacialidade figural e sensível na música mista de François Nicolas, par Leonardo Aldrovandi, 2004[142]

### Conférences & entretiens (vidéos)
- À l'Ens-Ulm (2003-2011)[143]
- Divers (Youtube)[144]
- Sur Le monde-Musique
  - À l'Ircam[145]
  - À la radio[146]

## Le concernant…

### Ouvrages généraux
- Célestin Deliège, Cinquante ans de modernité musicale : de Darmstadt à l’Ircam, Mardaga, 2003[147]
- Jean-Noël von der Weid, La musique du XXe siècle, Paris, Hachette, 1997[148]
- Guy Vivien, Rêveurs d’inouï - Portraits de compositeurs, P.O. Éditions — 1996[149]
- Marie-Claire Mussat, Trajectoires de la musique au XXe siècle, Paris, Klincksiek - 2002[150]
- Éric Humbertclaude, Empreintes - Regards sur la création musicale contemporaine, L'Harmattan - 2008[151]

### Plus spécifiquement
- Makis Solomos, "Gestes et figures" dans "Pourtant si proche", Intemporel no 19, 1996[18]
- Marc Battier, Cort Lippe - Dans la distance (1993-1994), documentation d’exploitation, éditions Ircam - Centre Georges Pompidou, Paris, 1997 (97 p.)
- Philiippe Albéra, Raymond Court, François Wahl - Autour de La singularité Schoenberg de François Nicolas - Horlieu, 1999  (ISSN 1273-8115)
- Alain Badiou, Le monde-Musique de François Nicolas, Aedam Musicæ, 2016[152]
- Violaine Anger, La voix de François Nicolas, Ircam, 8 avril 2016[153],[154]
- Andrea Cavazzini, Formalisations, réinscriptions, déplacements, Ircam, 8 avril 2016[155]
- Antoine Bonnet, Le monde-Musique de François Nicolas est-il (encore) le nôtre?, Ircam, 8 avril 2016[156],[157]
- Mathias Béjean et Andrée Ehresmann, Faire-pensée; raisonances et méergences mamuphiques, Ircam, 8 avril 2016[158],[159]
- Matthew Lorenzon, Le monde-Musique : A view from the antipodes, Ircam, 8 avril 2016[160]
- David-Emmanuel Mendes-Sargo, Musica quæ auditur - musica qua auditur / Densités-intensités…, Ircam, 8 avril 2016[161],[162]
- Frederico Lyra, L'écoute musicale comme critique immanente sociale, Ircam, 9 avril 2016[163],[164]
- Éric Brunier, À l'écoute du tableau : le regard, Ircam 9 avril 2016[165],[166]
- Gianfranco Vinay, Le monde-Musique de François Nicolas et les musicologies contemporaines. Un dialogue possible?, Ircam, 9 avril 2016[167]
- Ivan Segré, Le gai savoir de François Nicolas, Ircam, 9 avril 2016[168],[169]
- Hacène Larbi, An die Musik, Ircam, 9 avril 2016[170]
- François Dachet, À l'école de… à l'écoute de…, Ircam, 9 avril 2016[171],[172]

### Films jouant de sa musique
- Jean Seban

1. Avril, une invention de l’année 2015 (https://vimeo.com/127346692)
2. Août, une invention de l’année 2015 (https://vimeo.com/140526517)
3. Octobre, une invention de l’année 2015 (https://vimeo.com/155652055)
4. Janvier, une invention de l’année 2016 (https://vimeo.com/156483266)

- Jérôme Benarroch

1. Trois poèmes cinématographique, 2014 (https://www.dailymotion.com/video/x2fmtob)
2. Interlude, 2014 (https://www.dailymotion.com/video/x2fmy5e)
3. Blues, 2015 (https://www.dailymotion.com/video/x4ibyu7)
4. Chaconne-Ault, 2015 (https://www.dailymotion.com/video/x3ilg72_chaconne-ault_shortfilms)
5. Scordature, 2015 (https://www.dailymotion.com/video/x3ilhbx)
6. Trio-Anywhere, 2015 (https://www.dailymotion.com/video/x3ilf6n_trio-anywhere_shortfilms)
7. Timbre-Échange, 2015 (https://www.dailymotion.com/video/x3ilhfb_timbre-echange_shortfilms)
8. Duelle-Timée-Poland, 2015 (https://www.dailymotion.com/video/x3ilglq)

- Rudolf di Stefano

1. Notes pour Gaza, 2013 (https://www.dailymotion.com/video/x15au70_notes-pour-gaza_news)
2. Blues pour Ulysse, 2013 (https://www.dailymotion.com/video/x14t5ao_blues-d-ulysse-film-de-rudolf-di-stefano_creation)
3. Aveux, 2015 (https://www.dailymotion.com/video/x3ikvyy)
4. Vies parallèles, 2014 (avec Sol Suffern-Quirno)[173]

- Camille Robert : Torture(s) ou l’homme et ses actions, 2013